# Mohamed Abdallah al-Kawsi
Mohamed Abdallah al-Kawsi (en arabe : محمد عبد الله القوسي), est un militaire et homme politique yéménite. Il est ministre de l'Intérieur dans le gouvernement des Houthis du 28 novembre 2016 au 13 décembre 2017.
Limogé après la bataille de Sanaa qui voit l'assassinat d'Ali Abdallah Saleh par les Houthis, il quitte la ville,. Il rejoint son mentor Tarek Saleh.